# Adapsilia melanocholica
Adapsilia melanocholica är en tvåvingeart som beskrevs av Enrico Adelelmo Brunetti 1929. Adapsilia melanocholica ingår i släktet Adapsilia och familjen Pyrgotidae.
Artens utbredningsområde är Nigeria. Inga underarter finns listade i Catalogue of Life.